# Kręgielny Trakt
Kręgielny Trakt (niem. Kegel Straße) – historyczna nazwa drogi lokalnej z Batorowa do Karłowa w Górach Stołowych w woj. dolnośląskim. Długość trasy to około 7,8 km, a przebiega ona na wysokości około 680–760 m n.p.m.
W przeszłości droga stanowiła ważny i strategiczny szlak komunikacyjny łącząc Śląsk (ziemię kłodzką) z Czechami, o czym świadczą zachowane do dziś przy drodze stare drogowskazy. Kręgielny Szlak przebiegał południowym podnóżem Gór Stołowych równolegle do Praskiego Traktu. Obecnie starym traktem prowadzi lokalna droga asfaltowa z Batorowa do Karłowa. Droga straciła znaczenie po wybudowaniu w II połowie XIX wieku Szosy Stu Zakrętów.
Aktualnie (stan na wrzesień 2019r.) droga zamknięta.